# Cuevas de la Montañeta
Las cuevas de la Montañeta son un conjunto de cuevas del municipio grancanario de Moya (España) que constituyen un yacimiento arqueológico de los aborígenes de la isla, situado cerca de Los Dragos, a 388 metros de altitud sobre el nivel del mar. Está ubicada en una zona de paso de las poblaciones aborígenes y contemporáneas.
El yacimiento tiene la catalogación de Bien de Interés Cultural debido a que contiene numerosas cuevas artificiales y naturales cuyas funciones abarcaban desde graneros hasta viviendas y tagoror correspondiente a una población prehispánica.
El yacimiento contiene distintas dataciones debido a su uso. Las más antiguas corresponde con los siglos VIII-IX d. C. y las más tardías están comprendidas entre los siglos XIII-XIV. En lo que respecta al tipo de dataciones, se conoce a partir de dataciones absolutas que se usó el yacimiento desde el siglo VIII hasta el XII, y según las fuentes etnohistóricas abarca dos siglos el XIV y el XV.

## Cuevas más destacadas
Entre esas cuevas artificiales destaca una conocida como Gran Cueva de los Silos debido a la función que cumplía y por su longitud, pues mide 30 m de largo y alcanza los 4 m de alto.
Otras cuevas importantes son: Cueva Santuario (espacio de rituales) y Cueva del Guardián (granero).

## Usos de las Cuevas
Las cuevas que se hallan en la zona arqueológica de La Montañeta de Moya tienen una determinada organización según su explotación.
La zona arqueológica La Montañeta contiene partes dedicadas a fines agrícolas. El período que contiene esos usos agrícolas es el siglo XVIII, el cual expone el uso de granero o silo. El uso agrícola no solo se debe a los restos (semillas de cebada) sino también a la superficie que estos abarcan.
Otro de los usos de estos enclaves es el de escenarios de rituales. Uno de los rituales que se realizaba era el de verter leche a modo de ofrenda. Asimismo, la presencia de ídolos podría indicarnos dicho uso. Una referencia bibliográfica que demuestra la utilización de la cueva con fines religiosos y demás usos comentados es la siguiente: un notable granero o agadir, grupo de cuevas viviendas, gran cueva vivienda con segundo piso en el que sobresale un pavimento de tosca casi circular con ocho hoyos o pozuelos circulares a manera de oráculo, cuevas viviendas, una amplia cueva de carácter religioso con pozuelos votivos y de libaciones, y una cueva tagóror.
Otro de los usos de las cuevas de La Montañeta es el uso político, concretamente se dice que una era la sala de asamblea política debido a la existencia de asientos de piedra en el recinto, lo cual nos hablaría del grado de desarrollo de la sociedad prehispánica en Canarias.
En la contemporaneidad, de la montaña se ha extraído picón recibiendo incluso el nombre de La Piconera.

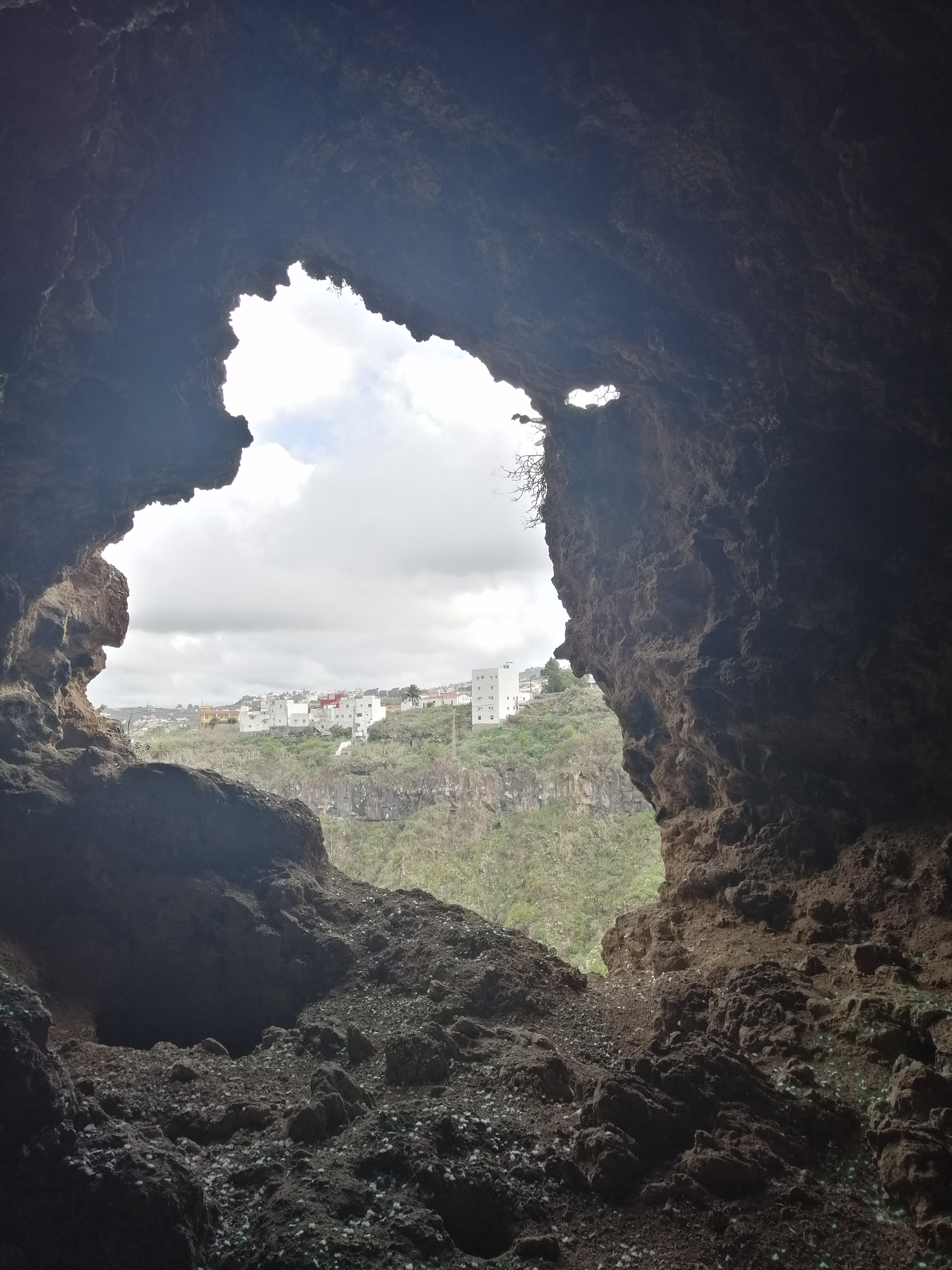
Cuevas de La Montañeta.

## Materiales hallados
Las cuevas conservan vestigios arqueológicos como morteros, raspadores, raederas, pulidores, molinos de piedra, restos faunísticos (pieles, huesos) y de flora (tea y sabina), hachas y cuchillos de obsidiana, lapas, alisadores, bruñidores, restos cerámicos correspondientes a platos, cuencos, etc. También se han encontrado vestigios de madera como espátulas o cucharas, sandalias de cueros, tabonas, dardos líticos, balines de piedra. Bétilos con forma fálica.
La presencia de pieles es importante debido a su relación con el mundo funerario, vestimentas (uso cotidiano), etc. Sobre la aparición de pieles o cueros debe señalarse lo que trata a continuación Sebastián Jiménez Sánchez: 

Al remover el piso lleno de piedras y terrumen encontramos dos trozos de piel color blancuzco, perfectamente adobada y con cosidos delicadamente hechos que denotan una técnica especial; este cosido parece haber sido hecho con fano hilo trenzado portugués, pero visto al microscopio resultan ser filamentos vegetales muy seleccionados y trabajaaos. Ello constituye una sorpresa más, en cuanto se ha repetido una y mil veces que los canarios, al confeccionar sus vestiduras de cuero, sus ropillas, jubones y tamarcos, zurrones y bolsos, y aun sus envolturas funerarias o mortajas, los hacían cosiendo sus partes sólo con filamentos de cuero y nervios, para lo que empleaban espinas de pescado y púas de plantas espinosas.

## Relación con personajes históricos
La cueva se encontraba en los territorios pertenecientes al personaje histórico Doramas:

“La Montañeta aparece ubicada en plena zona de dominio del que fué popular y valeroso jefe indígena canario Doramas, por lo que está en lo posible que este hermoso conjunto de cuevas y anexos de La Montañeta fuera en su tiempo la residencia habitual del indomable caudillo”